# Triaxomera marsica
Triaxomera marsica är en fjärilsart som beskrevs av Petersen 1984. Triaxomera marsica ingår i släktet Triaxomera och familjen äkta malar.
Artens utbredningsområde är Italien. Inga underarter finns listade i Catalogue of Life.